# Piper’s Gap Ski Jump
Der Piper’s Gap Ski Jump war eine Skisprungschanze von der Größe K 42 im Wintersportgebiet Perisher Valley in New South Wales, Australien. Die Schanze befand sich am Mount Piper auf halbem Weg zwischen Perisher Valley und Smiggin Holes, in der Nähe des Mount Kosciuszko, des mit 2228 m höchsten Bergs auf dem australischen Festland.

## Geschichte
Der Bau einer Skisprungschanze im Wintersportgebiet war 1966 vom Kosciusco State Park Trust genehmigt worden. Der Kosciusco State Park Trust bestand von 1944 bis 1967. Sie kümmerte sich um Belange des State Parks. Die Baukosten der Schanze betrugen 12.000 Australische Dollar. Gebaut wurde die Anlage 1967 vom Ski Council of New South Wales, der Vorgängerorganisation der New South Wales Ski Association (NSWSA).
Die Schanze verfügte über einen mächtigen Holzvorbau. Eine Modifizierung der Schanze fand 1970 statt. Es wurden Wettbewerbe auf der Schanze durchgeführt, die Nachfrage war jedoch gering und die Kosten für die Betreibung hoch. Ein weiterer Grund für die geringe Nutzung war, dass die Schanze als nicht sicher für Anfänger gesehen wurde. Zum letzten Mal genutzt wurde der Piper’s Gap Ski Jump 1972. Der Abriss erfolgte 1976 durch Strafgefangene „im Rahmen eines Resozialierungsprogrammes“.
Der Schanzenrekord wurde mit 54,0 Metern am 8. August 1971 vom zu diesem Zeitpunkt 18-jährigen norwegischen nordischen Kombinierer Pål Schjetne aufgestellt.